# Dobryszyce
Dobryszyce ist ein Dorf und Sitz der gleichnamigen Gemeinde im Powiat Radomszczański der Woiwodschaft Łódź, Polen.

## Gemeinde
Zur Landgemeinde Dobryszyce gehören 12 Ortsteile mit einem Schulzenamt:
Blok Dobryszyce
Borowa
Borowiecko
Dobryszyce I
Dobryszyce II
Galonki
Rożny
Ruda
Wiewiórów
Zalesiczki
Zdania
Żaby
Weitere Ortschaften der Gemeinde sind Biała Góra, Huta Brudzka, Lefranów und Malutkie.

## Persönlichkeiten
- Zbysław Zając (1933–1985), Bahnradsportler und Radsporttrainer, geboren in Rożny